# Live from Dakota
Live From Dakota – pierwszy album koncertowy walijskiej rockowej grupy Stereophonics wydany w marcu 2005.

## Lista utworów

### Disc 1
1. „Superman” – 5:02
2. „Doorman” – 4:01
3. „A Thousand Trees” – 3:25
4. „Devil” – 4:46
5. „Mr. Writer” – 5:31
6. „Pedalpusher” – 3:20
7. „Deadhead” – 3:16
8. „Maybe Tomorrow” – 4:24
9. „The Bartender and the Thief” – 3:49
10. „Local Boy in the Photograph” – 4:03

### Disc 2
1. „Hurry Up and Wait” – 5:12
2. „Madame Helga” – 3:50
3. „Vegas Two Times” – 3:54
4. „Carrot Cake and Wine” – 4:48
5. „I’m Alright (You Gotta Go There to Come Back)” – 5:11
6. „Jayne” – 4:08
7. „Too Many Sandwiches” – 6:31
8. „Traffic” – 5:07
9. „Just Looking” – 5:18
10. „Dakota” – 6:26